# Xishui (Zunyi)
Xishui  léase Si-Shuéi (en chino:习水县, pinyin: Xíshuǐ xiàn)  es un condado bajo la administración directa de la ciudad-prefectura de Zunyi en la provincia de Guizhou, República Popular China. 
Su área total es de 3128 kilómetros cuadrados, de los cuales el área construida es de 5 kilómetros cuadrados. A partir de 2010, la población total del condado de Xishui  fue de 717 534 habitantes. En 2006, la población urbana era de 65 284 habitantes lo que representa el 9,5% de la población total, y la población rural era de 621 912, lo que representa el 90,5% de la población total. 

## Administración
A partir de julio de 2015 el condado de Tongzi se divide en 26 pueblos que se administran en 4 subdistritos, 20 poblados y 2 villas.

## Geografía
Ubicado en la parte norte de la provincia de Guizhou, en la sección de transición  de la cordillera de Dagu y cinturón de las cuencas del norte de Sichuan.  El terreno es alto en el este y bajo en el oeste. El punto más alto es 1871.9 metros sobre el nivel del mar y el más bajo es 275 metros sobre el nivel del mar. 
En la estructura geológica está ubicado en la unión del cinturón tectónico norte-sur de la región de Sichuan-Yunnan y el cinturón tectónico de tendencia norte-este. 
El este al punto más alto está a 1871,9 metros sobre el nivel del mar y el punto más bajo, con una elevación de 275 metros. La diferencia relativa de altura en el territorio es de 1596,9 metros. El Subdistrito Donghuang (东皇街道) , su centro administrativo y mayor centro urbano está a 1170 m s. n. m. bañada por el Río Tonglu, un afluente del Yangtsé .

## Clima
El condado de Xishui tiene un clima monzónico húmedo subtropical con cuatro estaciones distintas. En verano, la temperatura es alta y con la sequías, en otoño, la temperatura desciende rápidamente y llueve, en invierno, la temperatura es fría, en primavera, la temperatura aumenta y en la noche llueve, mientras más lluvia, menos sol y mayor es la humedad.
Según las estadísticas de observaciones de 1971 a 2000, el promedio anual de horas de sol es de 1053.0 horas, y la radiación total anual es de 83.29 kcal / cm 2, que está en el top 5 en la radiación de 13 condados en Zunyi. 
Según las estadísticas de 1971-2000, la temperatura promedio es de 13.1 °C, la temperatura máxima anual máxima es de 34.4 °C, y la temperatura mínima extrema anual es de -8.6 °C. Según las estadísticas de 1991 a 2010, la temperatura promedio anual fue de 13.5 °C, la temperatura máxima extrema anual fue de 36 °C, y la temperatura mínima extrema anual fue de -6.4 °C.
Según las estadísticas de 1971 a 2000, el promedio anual de lluvia anual fue de 1109.9 mm, el promedio anual de lluvia fue de 207.9 días, el promedio anual de humedad relativa fue del 85% y la precipitación máxima diaria fue de 177.5 mm. Según las estadísticas de 1991 a 2010, la precipitación promedio anual fue de 1051.0 mm, una disminución de 58.9 mm. Los días de lluvia promedio anual fue de 196.3 días, una disminución de 11.6 días.
| Parámetros climáticos promedio de Xishui      | Parámetros climáticos promedio de Xishui | Parámetros climáticos promedio de Xishui | Parámetros climáticos promedio de Xishui | Parámetros climáticos promedio de Xishui | Parámetros climáticos promedio de Xishui | Parámetros climáticos promedio de Xishui | Parámetros climáticos promedio de Xishui | Parámetros climáticos promedio de Xishui | Parámetros climáticos promedio de Xishui | Parámetros climáticos promedio de Xishui | Parámetros climáticos promedio de Xishui | Parámetros climáticos promedio de Xishui | Parámetros climáticos promedio de Xishui |
| Mes                                           | Ene.                                     | Feb.                                     | Mar.                                     | Abr.                                     | May.                                     | Jun.                                     | Jul.                                     | Ago.                                     | Sep.                                     | Oct.                                     | Nov.                                     | Dic.                                     | Anual                                    |
| --------------------------------------------- | ---------------------------------------- | ---------------------------------------- | ---------------------------------------- | ---------------------------------------- | ---------------------------------------- | ---------------------------------------- | ---------------------------------------- | ---------------------------------------- | ---------------------------------------- | ---------------------------------------- | ---------------------------------------- | ---------------------------------------- | ---------------------------------------- |
| Temp. máx. media (°C)                         | 5.6                                      | 7.8                                      | 13.0                                     | 18.4                                     | 21.7                                     | 24.0                                     | 27.5                                     | 27.4                                     | 23.1                                     | 17.2                                     | 12.6                                     | 7.6                                      | 17.2                                     |
| Temp. mín. media (°C)                         | 0.7                                      | 2.4                                      | 6.1                                      | 10.5                                     | 14.0                                     | 16.9                                     | 19.4                                     | 18.6                                     | 15.7                                     | 11.5                                     | 6.9                                      | 2.4                                      | 10.4                                     |
| Precipitación total (mm)                      | 26.4                                     | 26.8                                     | 45.0                                     | 82.9                                     | 143.0                                    | 184.2                                    | 170.3                                    | 141.6                                    | 105.9                                    | 86.8                                     | 45.0                                     | 29.4                                     | 1087.3                                   |
| Fuente: National Meteorological Center of CMA |                                          |                                          |                                          |                                          |                                          |                                          |                                          |                                          |                                          |                                          |                                          |                                          |                                          |

## Recursos
A partir de 2010, el condado de Xishui se ha descubierto 30 tipos de minerales, incluyendo  hierro, manganeso , cobre, plomo-zinc , bauxita , uranio , dolomita , piedra caliza, arcilla, fluorita , carbón, fosfato, pirita,potasio, barita , yeso, mármol, calcita, asfalto natural, cristal y cuarzo.